# Enaxig sävstarr
Enaxig sävstarr (Kobresia myosuroides) är en växtart i familjen halvgräs. 